# هاينز براندت
هاينز براندت (بالألمانية: Heinz Brandt)‏ هو ضابط ألماني، ولد في 17 ديسمبر 1912 في كاسل في ألمانيا، وتوفي في 9 ديسمبر 1996 في فرانكنبرغ في ألمانيا.